# Červený kámen (Ještěd)
Červený kámen (841 m n. m.) je skalní útvar v okrese Liberec ve stejnojmennén kraji. Skála se nachází na svahu Ještědu necelých 900 m zjz. od jeho vrcholu, asi 1 km severovýchodně od Hořeních Pasek na katastrálním území obce Světlá pod Ještědem. Útvar je součástí Přírodního parku Ještěd.

## Popis

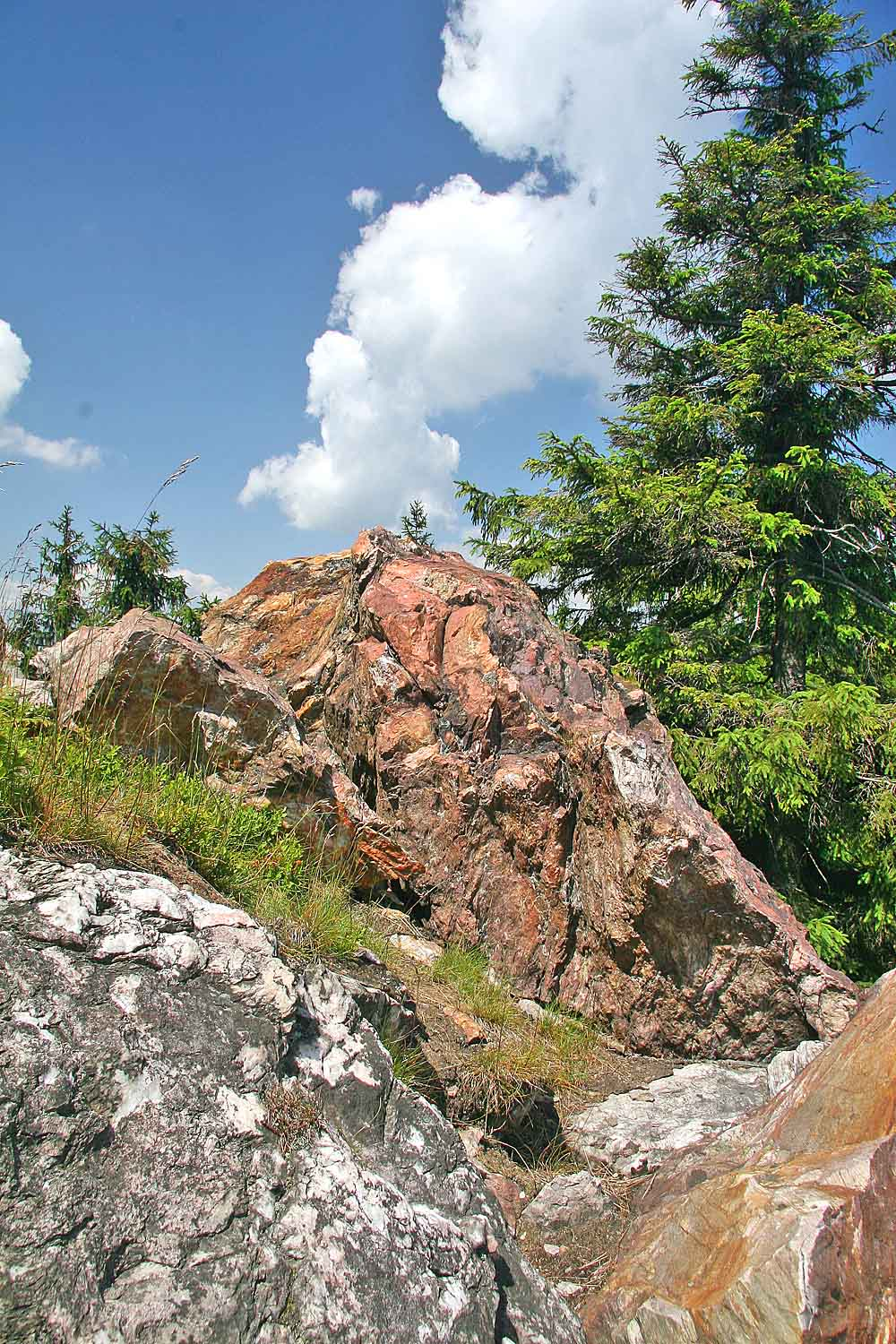
Červený kámen

Červený kámen je nejvýraznější kvarcitový výchoz na jz. svahu Ještědu o délce cca 250 m. Plochy puklin na zdejší skále jsou pokryty vrstvami červených oxidů železa – odtud název Červený kámen. Z vrcholové skály se nabízí překrásný pohled na vrchol Ještědu i krajinu Podještědí.

## Geomorfologické zařazení
Geomorfologicky vrch do celku Ještědsko-kozákovský hřbet, podcelku Ještědský hřbet, okrsku Hlubocký hřbet a podokrsku Pasecký hřbet.

## Přístup
Útvar se nachází asi 100 m od turistického rozcestí Červený kámen žluté a červené turistické značky. Společně se žlutou značkou vede Naučná stezka Terasy Ještědu.